# Kabinet-Cals
Het kabinet-Cals was het Nederlandse kabinet dat regeerde van 14 april 1965 tot 22 november 1966, met Jo Cals als minister-president. Het werd gevormd door de politieke partijen Katholieke Volkspartij (KVP), Partij van de Arbeid (PvdA) en de Anti-Revolutionaire Partij (ARP) na de val van het kabinet-Marijnen op 27 februari 1965. Het centrumlinkse kabinet-Cals was een meerderheidskabinet dat zowel in de Eerste Kamer en Tweede Kamer kon rekenen op een ruime meerderheid. Het kabinet-Cals was het laatste naoorlogse meerderheidskabinet dat werd gevormd na de val van een kabinet zonder een tussentijdse verkiezing. Ook het kabinet-Cals viel echter voortijdig, na de Nacht van Schmelzer, een geruchtmakende botsing tussen bewindslieden en parlementariërs van dezelfde partij, de KVP.

## Verloop
Het kabinet krijgt te maken met een lagere economische groei en met hogere inflatie. Vicepremier en minister van Financiën Anne Vondeling verhoogt de uitgaven voor onder andere de bouw van sporthallen, aanleg van wegen, woningbouw en herstructurering van de economie. Door een lichte economische recessie moeten de plannen worden bijgesteld. De werkloosheid stijgt ten gevolge van bedrijfssluitingen van grotere bedrijven. De toegenomen welvaart maakt echter wel verdere uitbouw van de sociale verzorgingsstaat mogelijk. In mei 1966 neemt minister Anne Vondeling maatregelen om de volgens het kabinet te sterke stijging van lonen en prijzen tegen te gaan om een inflatiespiraal te voorkomen.
Daarnaast zet het kabinet zich in voor de hervorming van de sociale zekerheid. Het kabinet zegt in 1965 dat het in de resterende kabinetsperiode wil komen tot een voorlopige afronding van het sociale zekerheidsstelsel, na de invoering per 1 januari 1967 van een arbeidsongeschiktheidsverzekering en een volksverzekering tegen zware geneeskundige risico's. Minister van Sociale Zaken en Volksgezondheid Gerard Veldkamp houdt zich vervolgens bezig met het voorbereiden van de Wet op de arbeidsongeschiktheidsverzekering (WAO) en start met de voorbereidingen voor invoering van de Algemene Wet Bijzondere Ziektekosten (AWBZ).
Op 17 december 1965 kondigt minister van Economische Zaken Joop den Uyl de geleidelijke sluiting aan van de steenkolenmijnen in Zuid-Limburg. Het voorstel bevat naast het mijnsluitingsprogramma een pakket van steunmaatregelen voor mijnondernemingen die met het oog op de werkgelegenheid de productie zullen voortzetten en maatregelen om industrievestiging in het herstructureringsgebied te stimuleren. Er zullen in het sociale vlak voorzieningen getroffen voor mijnwerkers die hun arbeidsplaats verloren zien gaan en die nieuw werk moeten vinden.
De huwelijksdag van kroonprinses Beatrix en jonkheer Claus van Amsberg op 10 maart 1966 in Amsterdam leidt tot rellen.
In 1966 verschijnt de Tweede nota ruimtelijke ordening daarin wordt ervan uitgegaan dat er in het jaar 2000 ca. 20 miljoen inwoners in Nederland zullen zijn. Gebundelde deconcentratie wordt beleidsuitgangspunt bij het beleid om die groei op te vangen. Tussen stedelijke gebieden moeten groene bufferzones blijven bestaan. Verstedelijking moet plaatsvinden aan de buitenranden van de Randstad, waardoor het Groene Hart 'groen' kan blijven.

### Personele wijzigingen
Op 5 februari 1966 overleed staatssecretaris van Defensie voor Luchtmacht Zaken Jan Borghouts (KVP) aan de gevolgen van een slopende ziekte op slechts 55-jarige leeftijd. Op 22 juni 1966 wordt voormalig bevelhebber der Luchtstrijdkrachten en voorzitter van het Comité Verenigde Chefs van Staven luitenant-generaal b.d. Heije Schaper, die tot dan werkzaam is als chef van het Militair Huis van Z.M. de Koning en adjudant-generaal in buitengewone dienst van koningin Juliana benoemd als zijn opvolger.
Op 31 augustus 1966 treedt minister van Binnenlandse Zaken Jan Smallenbroek (ARP) af. Tijdens een nachtelijke autorit beschadigde hij onder invloed van alcohol een geparkeerde auto en meldde dit pas de volgende dag bij de politie. Op 5 september 1966 wordt Koos Verdam (ARP), die tot dan werkzaam is als hoogleraar Romeins- en internationaal recht op de Vrije Universiteit Amsterdam, beëdigd als minister van Binnenlandse Zaken.

## Kabinetsformatie
- Ontslagaanvraag vorig kabinet kabinet-Marijnen: 27 februari 1965
- Beëdiging kabinet: 14 april 1965
- Duur formatie: 40 dagen
- Informateur
  - drs. W.K.N. (Norbert) Schmelzer (KVP), (2 maart 1965 – 12 maart 1965) 11 dagen
- Informateur
  - mr. J.M.L.Th. (Jo) Cals (KVP), (15 maart 1965 – 13 april 1965) 29 dagen

## Reden ontslagaanvraag
Op 14 oktober 1966 kwam het kabinet ten val nadat KVP-fractievoorzitter Norbert Schmelzer een motie in stemming bracht gericht tegen zijn eigen kabinet. Deze stemming in de Tweede Kamer zou de geschiedenis ingaan als de Nacht van Schmelzer.
De directe aanleiding was de dekking van de rijksbegroting. Gaten in de begroting wilde het kabinet onder meer opvangen door de inkomstenbelasting sneller te innen. Twee dagen eerder waren de algemene politieke en financiële beschouwingen van start gegaan. VVD-fractievoorzitter Edzo Toxopeus deelde toen al mee dat hij geen vertrouwen meer had in het kabinet en ook CHU-fractievoorzitter Henk Beernink had duidelijk gemaakt dat er geen vertrouwen was in het financiële kabinetsbeleid. Hij beklaagde zich erover dat de inflatie voortsloop, de staatsfinanciën niet gezond waren en de belastingdruk steeg. Schmelzer gaf vervolgens te kennen dat het vertrouwen van de KVP-fractie door het kabinetsbeleid op de proef was gesteld.
Vicepremier en minister van Financiën Vondeling (PvdA) stelde tijdens de beraadslagingen op 13 oktober dat er in de begroting na alle te nemen maatregelen slechts een tekort resteerde van 26 miljoen gulden, iets dat volgens hem binnen de foutenmarge van begroten lag en dat verder ingrijpen daarom niet nodig was. De KVP-fractie meende dat het tekort veel groter was. Toxopeus diende later die avond met enkele partijgenoten een motie in die door minister-president Cals (KVP) werd gezien als een motie van wantrouwen. Ook ARP-fractievoorzitter Bauke Roolvink diende een motie in waarin hij vroeg om een nieuw dekkingsplan voor de begroting voor 1967. Schmelzer vroeg vervolgens omstreeks kwart over twee 's nachts een schorsing om met zijn fractie in beraad te kunnen gaan. Na een schorsing van anderhalf uur werd de vergadering hervat, waarna Schmelzer om vijf over half vier in de ochtend een eigen motie indiende. Daarin riep hij het kabinet op om op financieel-economisch gebied meer waarborgen te leggen voor een evenwichtige groei. Hij meldde vervolgens dat het niet gezien moest worden als een motie van wantrouwen. Cals vroeg vervolgens om een schorsing tot vier uur.
De vergadering werd om tien over vier hervat. In zijn betoog maakte Cals duidelijk het zou leiden tot een kabinetscrisis als de Tweede Kamer de motie-Schmelzer zou aanvaarden. Omstreeks half vijf werd de motie in stemming gebracht. De motie-Schmelzer werd aangenomen met 75 tegen 62 stemmen. Als gevolg kondigde Cals aan dat hij de volgende dag aan koningin Juliana het ontslag van zijn kabinet zou aanbieden. Het kabinet bleef demissionair aan tot het werd opgevolgd door het rompkabinet Zijlstra op 22 november 1966.

## Ambtsbekleders
| Ambtsbekleders                      | Ambtsbekleders                | Ambtsbekleders                              | Minister / Ministerie                        | Minister / Ministerie | Termijn                              | Partij |
| ----------------------------------- | ----------------------------- | ------------------------------------------- | -------------------------------------------- | --- | ------------------------------------ | ------ |
|                                     | J.M.L.Th. (Jo) Cals           | mr. J.M.L.Th. (Jo) Cals (1914–1971)         | Minister-president / Minister                | Algemene Zaken | 14 april 1965 – 22 november 1966     | KVP    |
|                                     | A. (Anne) Vondeling           | dr.ir. A. (Anne) Vondeling (1916–1979)      | Vicepremier / Minister                       | Financiën | 14 april 1965 – 22 november 1966     | PvdA   |
|                                     | B.W. (Barend) Biesheuvel      | mr. B.W. (Barend) Biesheuvel (1920–2001)    | Vicepremier / Minister                       | Landbouw en Visserij | 24 juli 1963 – 5 april 1967          | ARP    |
| Minister                            | B.W. (Barend) Biesheuvel      | mr. B.W. (Barend) Biesheuvel (1920–2001)    | Surinaamse en Nederlands- Antilliaanse Zaken | | 24 juli 1963 – 5 april 1967          | ARP    |
|                                     | J. (Jan) Smallenbroek         | J. (Jan) Smallenbroek (1909–1974)           | Minister                                     | Binnenlandse Zaken | 14 april 1965 – 31 augustus 1966     | ARP    |
|                                     | I. (Ivo) Samkalden            | mr.dr. I. (Ivo) Samkalden (1912–1995)       | Minister                                     | Binnenlandse Zaken | 31 augustus 1966 – 5 september 1966  | PvdA   |
|                                     | P.J. (Koos) Verdam            | mr.dr. P.J. (Koos) Verdam (1915–1998)       | Minister                                     | Binnenlandse Zaken | 5 september 1966 – 5 april 1967      | ARP    |
|                                     | J.M.A.H. (Joseph) Luns        | mr. J.M.A.H. (Joseph) Luns (1911–2002)      | Minister                                     | Buitenlandse Zaken | 13 oktober 1956 – 6 juli 1971        | KVP    |
|                                     | I. (Ivo) Samkalden            | mr.dr. I. (Ivo) Samkalden (1912–1995)       | Minister                                     | Justitie | 14 april 1965 – 22 november 1966     | PvdA   |
|                                     | J.M. (Joop) den Uyl           | drs. J.M. (Joop) den Uyl (1919–1987)        | Minister                                     | Economische Zaken | 14 april 1965 – 22 november 1966     | PvdA   |
|                                     | P.J.S. (Piet) de Jong         | P.J.S. (Piet) de Jong (1915–2016)           | Minister                                     | Defensie | 24 juli 1963 – 5 april 1967          | KVP    |
|                                     | G.M.J. (Gerard) Veldkamp      | dr. G.M.J. (Gerard) Veldkamp (1921–1990)    | Minister                                     | Sociale Zaken en Volksgezondheid | 17 juli 1961 – 5 april 1967          | KVP    |
|                                     | I.A. (Isaäc) Diepenhorst      | mr.dr. I.A. (Isaäc) Diepenhorst (1916–2004) | Minister                                     | Onderwijs en Wetenschappen | 14 april 1965 – 5 april 1967         | ARP    |
|                                     | J.G. (Ko) Suurhoff            | J.G. (Ko) Suurhoff (1905–1967)              | Minister                                     | Verkeer en Waterstaat | 14 april 1965 – 1 mei 1966           | PvdA   |
|                                     | P.C.W.M. (Pieter) Bogaers     | drs. P.C.W.M. (Pieter) Bogaers (1924–2008)  | Minister                                     | Verkeer en Waterstaat | 1 mei 1966 – 30 juni 1966            | KVP    |
|                                     | J.G. (Ko) Suurhoff            | J.G. (Ko) Suurhoff (1905–1967)              | Minister                                     | Verkeer en Waterstaat | 30 juni 1966 – 22 november 1966      | PvdA   |
|                                     | P.C.W.M. (Pieter) Bogaers     | drs. P.C.W.M. (Pieter) Bogaers (1924–2008)  | Minister                                     | Volkshuisvesting en Ruimtelijke Ordening | 24 juli 1963 – 22 november 1966      | KVP    |
|                                     | M. (Maarten) Vrolijk          | mr. M. (Maarten) Vrolijk (1919–1994)        | Minister                                     | Cultuur, Recreatie en Maatschappelijk Werk | 14 april 1965 – 22 november 1966     | PvdA   |
| Ambtsbekleder                       | Ambtsbekleder                 | Ambtsbekleder                               | Minister / Portefeuille / Ministerie         | Minister / Portefeuille / Ministerie | Termijn                              | Partij |
|                                     | Th.H. (Theo) Bot              | mr. Th.H. (Theo) Bot (1911–1984)            | Minister                                     | • Ontwikkelings- samenwerking (Buitenlandse Zaken) | 14 april 1965 – 5 april 1967         | KVP    |
| Ambtsbekleders                      | Ambtsbekleders                | Ambtsbekleders                              | Staatssecretaris / Portefeuille / Ministerie | Staatssecretaris / Portefeuille / Ministerie | Termijn                              | Partij |
|                                     | Th.J. (Theo) Westerhout       | drs. Th.J. (Theo) Westerhout (1922–1987)    | Staatssecretaris                             | • Gemeentelijke Herindelingen • Provinciale Herindelingen • Agglomeratie Zaken • Rijksdienst (Binnenlandse Zaken)                                                                                      | 12 juli 1965 – 22 november 1966      | PvdA   |
|                                     | L. (Leo) de Block             | mr. L. (Leo) de Block (1904–1988)           | Staatssecretaris                             | • Europese Zaken • Internationale Vervoer Aangelegenheden (Buitenlandse Zaken) | 3 september 1963 – 5 april 1967      | KVP    |
|                                     | M. (Max) van der Stoel        | mr. M. (Max) van der Stoel (1924–2011)      | Staatssecretaris                             | • Internationale Samenwerking • Verenigde Naties Beleid (Buitenlandse Zaken) | 22 juli 1965 – 22 november 1966      | PvdA   |
|                                     | W.L.G.S. (Wiel) Hoefnagels    | dr. W.L.G.S. (Wiel) Hoefnagels (1929–1978)  | Staatssecretaris                             | • Fiscale Zaken • Belastingdienst (Financiën) | 31 mei 1965 – 22 november 1966       | KVP    |
|                                     | J.A. (Joop) Bakker            | drs. J.A. (Joop) Bakker (1921–2003)         | Staatssecretaris                             | • Middenstand • Regionale Industrialisatie • Toerisme (Economische Zaken) | 3 september 1963 – 22 november 1966  | ARP    |
|                                     | G.H.J.M. (Gerard) Peijnenburg | G.H.J.M. (Gerard) Peijnenburg (1919–2000)   | Staatssecretaris                             | • Landmacht (Defensie) | 13 mei 1965 – 5 april 1967           | O      |
|                                     | A. (Adri) van Es              | A. (Adri) van Es (1913–1994)                | Staatssecretaris                             | • Marine (Defensie) | 14 augustus 1963 – 16 september 1972 | ARP    |
|                                     | J.J.F. (Jan) Borghouts        | J.J.F. (Jan) Borghouts (1910–1966)          | Staatssecretaris                             | • Luchtmacht (Defensie) | 12 juli 1965 – 5 februari 1966       | KVP    |
|                                     | H. (Heije) Schaper            | H. (Heije) Schaper (1906–1996)              | Staatssecretaris                             | • Luchtmacht (Defensie) | 22 juni 1966 – 5 april 1967          | O      |
|                                     | A.J.H. (Louis) Bartels        | dr. A.J.H. (Louis) Bartels (1915–2002)      | Staatssecretaris                             | • Volksgezondheid • Ouderenbeleid • Gehandicapten- beleid (Sociale Zaken en Volksgezondheid) | 3 september 1963 – 5 april 1967      | KVP    |
|                                     | J.F.G.M. (José) de Meijer     | dr. J.F.G.M. (José) de Meijer (1915–2000)   | Staatssecretaris                             | • Sociale Zekerheid • Bijstand • Arbeids- omstandigheden • Maatschappelijke Dienstverlening • Pensioenen • Armoedebeleid • Publiekrechtelijke Bedrijfs- organisatie (Sociale Zaken en Volksgezondheid) | 15 november 1963 – 5 april 1967      | KVP    |
|                                     | J.H. (Hans) Grosheide         | mr. J.H. (Hans) Grosheide (1930-2022)       | Staatssecretaris                             | • Basisonderwijs • Algemeen Voortgezet Onderwijs • Voorbereidend Wetenschappelijk Onderwijs • Nijverheids- onderwijs • Buitengewoon Onderwijs (Onderwijs en Wetenschappen)                             | 3 september 1963 – 6 juli 1971       | ARP    |
|                                     | S.A. (Siep) Posthumus         | ir. S.A. (Siep) Posthumus (1910–1987)       | Staatssecretaris                             | • Wegverkeer • Openbaar Vervoer • Luchtvaart • Spoorwegen • Scheepvaart (Verkeer en Waterstaat) | 4 mei 1965 – 22 november 1966        | PvdA   |
|                                     | C. (Cees) Egas                | C. (Cees) Egas (1913–2001)                  | Staatssecretaris                             | • Volksontwikkeling • Jeugdbeleid • Cultuurbeleid • Kunstbeleid • Mediabeleid • Sport • Natuurbehoud (Cultuur, Recreatie en Maatschappelijk Werk)                                                      | 10 mei 1965 – 22 november 1966       | PvdA   |
| Bron: Kabinet-Cals Rijksoverheid.nl |                               |                                             |                                              | |                                      |        |

## Nieuwsfoto's

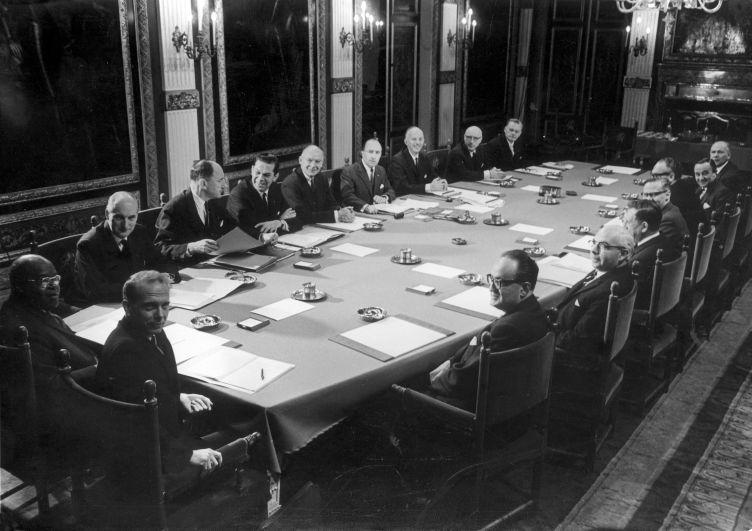
De eerste gezamenlijke vergadering van de ministers van het kabinet-Cals met de rijksvertegenwoordigers van Suriname en de Nederlandse Antillen in de Trêveszaal op 15 april 1965
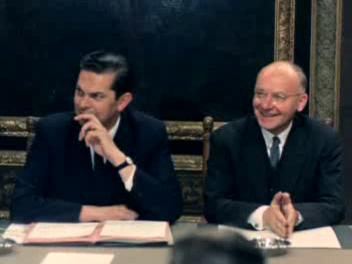
Vicepremier en minister van Landbouw en Visserij Barend Biesheuvel en vicepremier en minister van Financiën Anne Vondeling in de Trêveszaal op 15 april 1965
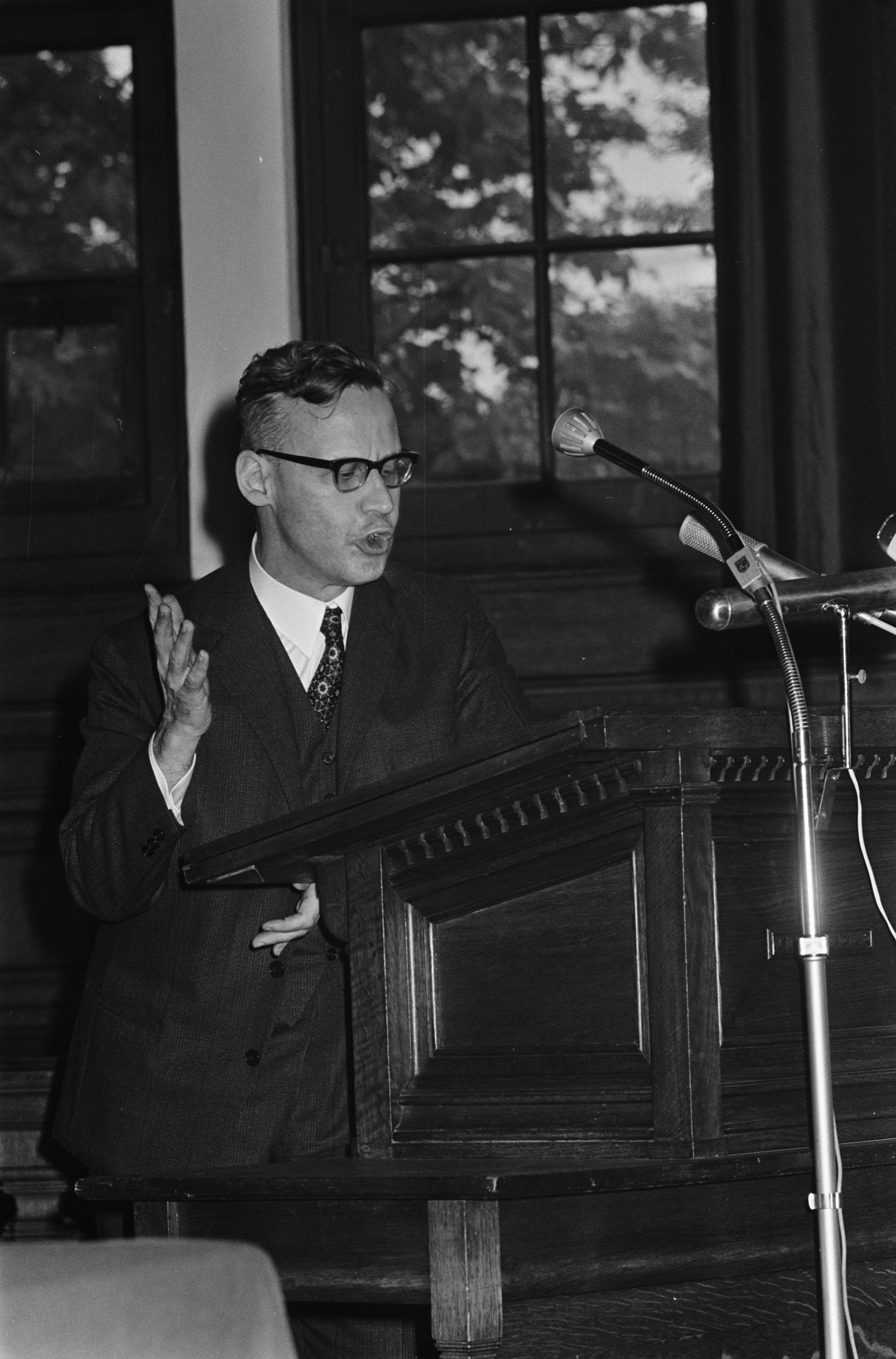
Minister van Onderwijs en Wetenschappen Isaäc Diepenhorst tijdens een bezoek aan de Vrije Universiteit Amsterdam op 15 oktober 1965
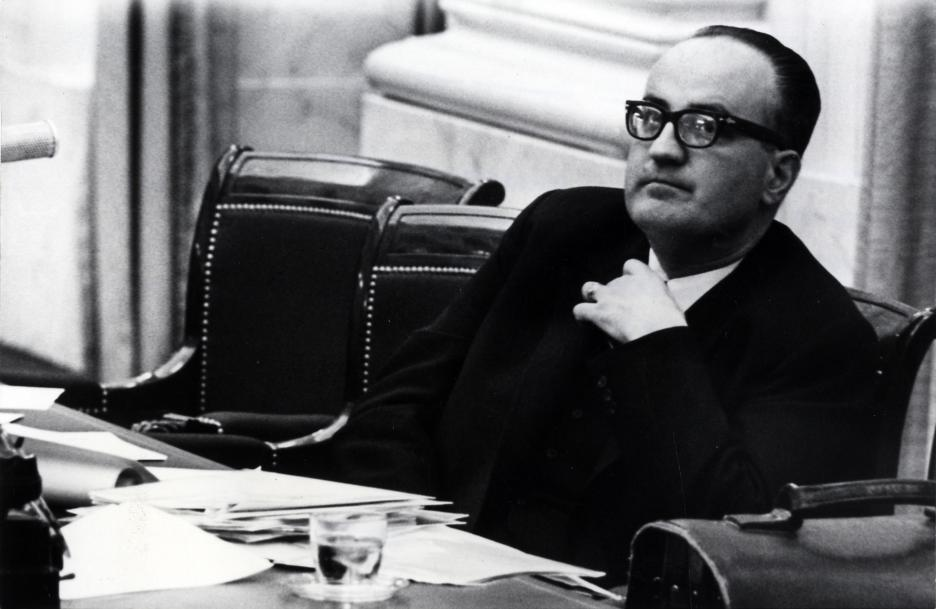
Minister van Volkshuisvesting en Ruimtelijke Ordening Pieter Bogaers tijdens een debat over de huurwet in de Tweede Kamer op 25 oktober 1965
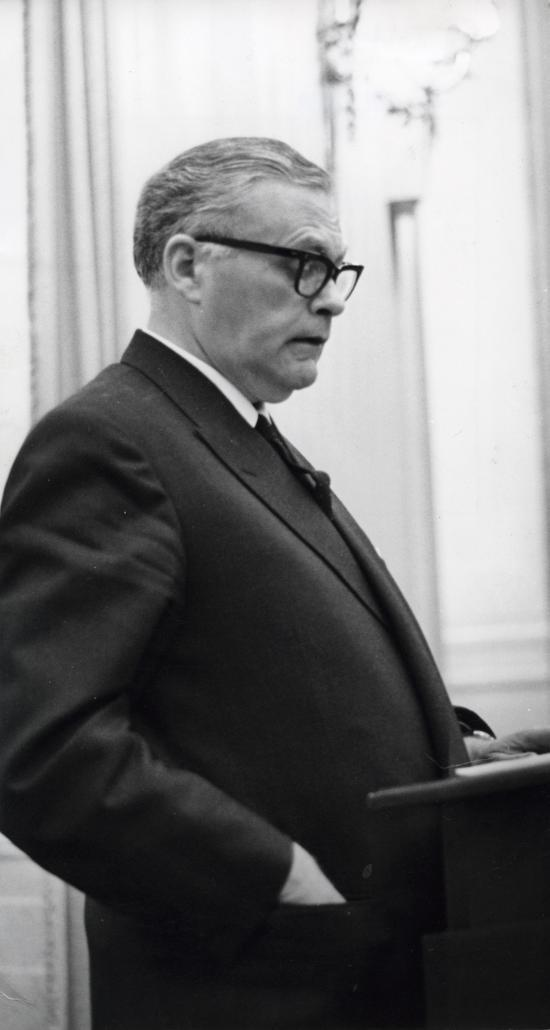
Minister van Binnenlandse Zaken Jan Smallenbroek tijdens een debat over de rellen tijdens het huwelijk van prinses Beatrix en Claus van Amsberg in de Tweede Kamer op 19 juli 1966
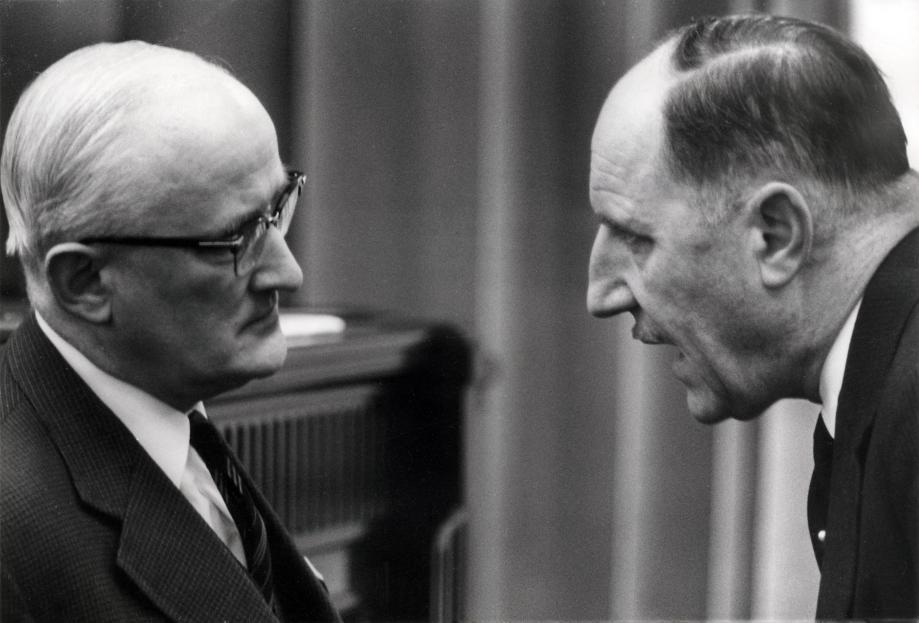
Tweede Kamerlid Connie Patijn en minister van Buitenlandse Zaken Joseph Luns tijdens een debat over het verkopen van militair materiaal aan Zuid-Afrika in de Tweede Kamer op 3 augustus 1966
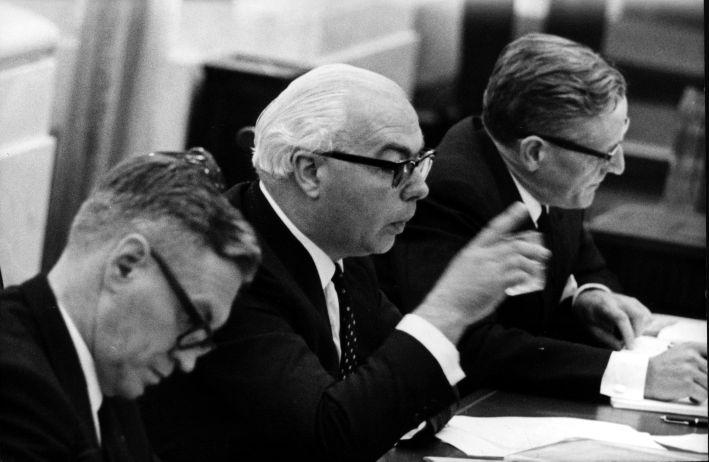
Minister van Sociale Zaken en Volksgezondheid Gerard Veldkamp en staatssecretarissen van Sociale Zaken en Volksgezondheid Louis Bartels en José de Meijer tijdens een debat over volksgezondheid in de Tweede Kamer op 21 september 1966
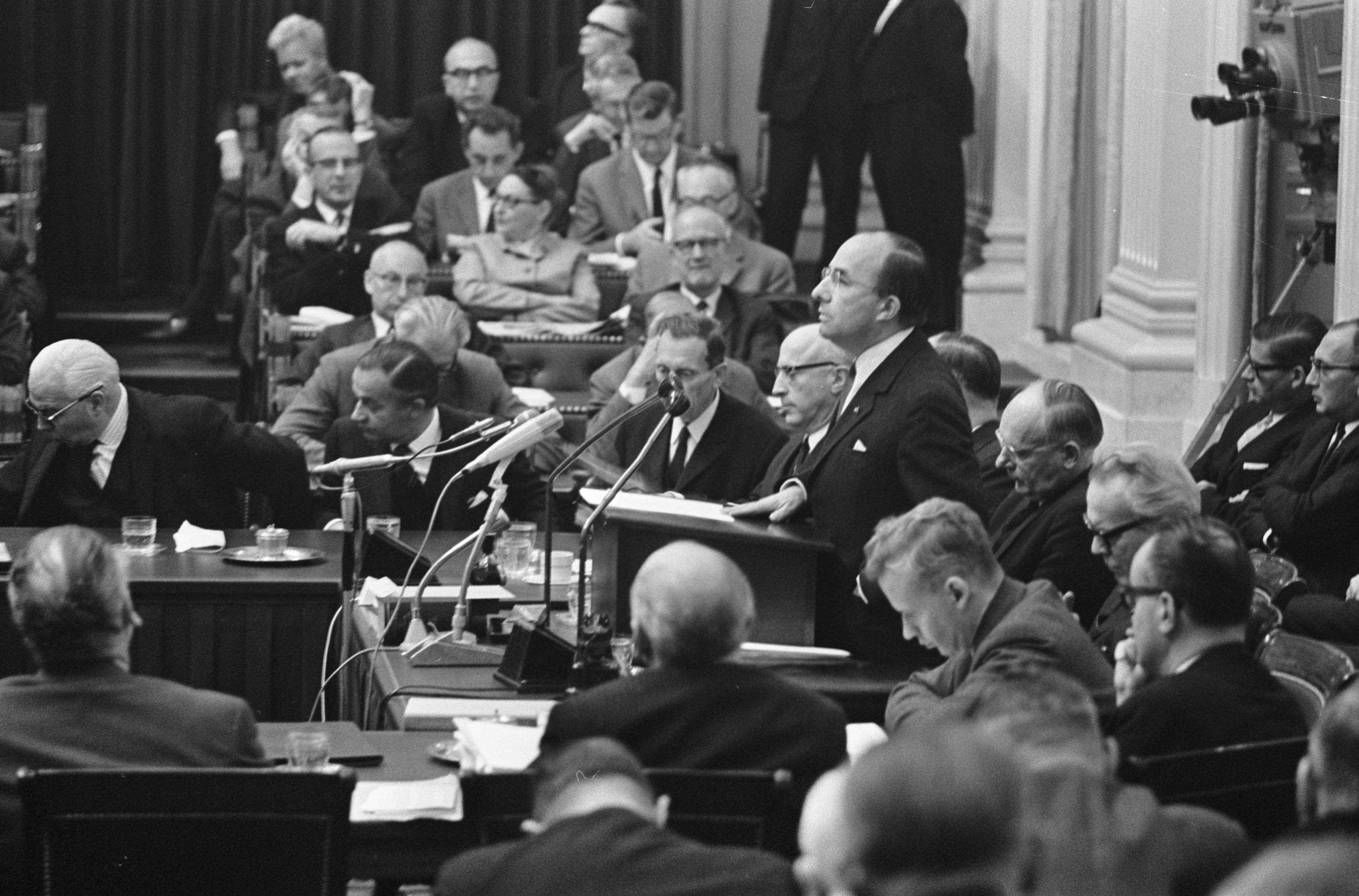
Minister-president Jo Cals tijdens de algemene beschouwingen in de Tweede Kamer op 13 oktober 1966
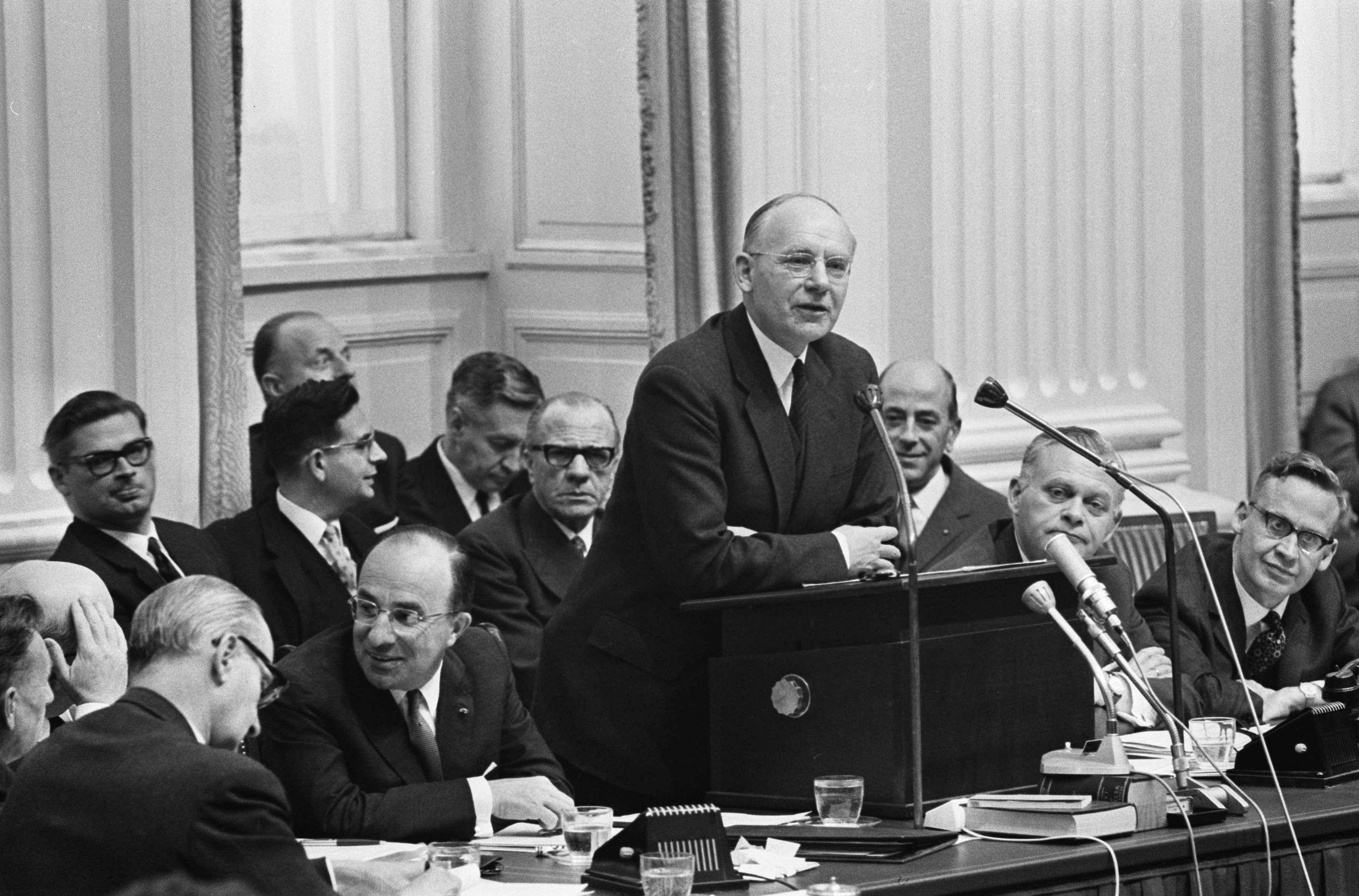
Vicepremier en minister van Financiën Anne Vondeling presenteert de miljoenennota tijdens de algemene beschouwingen in de Tweede Kamer op 14 oktober 1966